# Campeonato Chileno de Futebol de 1985 - Segunda Divisão
O Campeonato Chileno de Futebol de Segunda Divisão de 1985 foi a 34ª edição do campeonato do futebol do Chile, segunda divisão, no formato "Primera B". Em turno e returno os 20 clubes jogam em dois grupos (Norte e Sul). Os cinco melhores de cada grupo vão a uma ligilla (Norte e Sul), na qual o campeão de cada chave (Norte e Sul) vai para a final. Os dois finalistas são promovidos para o Campeonato Chileno de Futebol de 1986. Os cinco piores de cada grupo vão para uma ligilla (Norte e Sul), na qual o último de cada chave era rebaixado para o Campeonato Chileno de Futebol de 1986 - Terceira Divisão. O campeão do Campeonato Chileno de Futebol de 1984 - Terceira Divisão, abdicou da participação e foi rebaixado.

## Participantes
| Equipe                                 | Cidade                                         | Região                | No ano anterior                                    | Estádio                                       | Capacidade | Títulos        | Participações |
| -------------------------------------- | ---------------------------------------------- | --------------------- | -------------------------------------------------- | --------------------------------------------- | ---------- | -------------- | ------------- |
| Deportes Iberia                        | Los Ángeles                                    | Região de Bío-Bío     | Quinto Lugar (Zona Sul)                            | Estádio Municipal de Los Ángeles              | 5.000      | 0 (não possui) | 31            |
| Deportes Linares                       | Linares                                        | Região de Maule       | Sétimo Lugar (Zona Norte)                          | Estádio Fiscal de Linares                     | 7.000      | 0 (não possui) | 25            |
| Club de Deportes Malleco Unido         | Angol                                          | Região de Araucanía   | Terceiro Lugar (Zona Sul)                          | Estádio Municipal Alberto Larraguibel Morales | 4.000      | 0 (não possui) | 13            |
| Club de Deportes Ovalle                | Ovalle                                         | Região de Coquimbo    | Quinto Lugar (Zona Norte)                          | Estádio Municipal de Ovalle                   | 8.000      | 0 (não possui) | 20            |
| Club de Deportes Lota Schwager         | Coronel                                        | Região de Bío-Bío     | Quarto Lugar (Zona Sul)                            | Estádio Municipal Federico Schwager           | 18.500     | 1 (1969)       | 9             |
| Club Deportivo Provincial Osorno       | Osorno                                         | Região de Los Lagos   | Oitavo Lugar (Zona Sul)                            | Estádio Municipal Rubén Marcos Peralta        | 12.000     | 0 (não possui) | 3             |
| Club de Deportes Puerto Montt          | Puerto Montt                                   | Região de Los Lagos   | Segundo Lugar (Zona Sul)                           | Estádio Regional de Chinquihue                | 5.300      | 0 (não possui) | 3             |
| Club de Deportes Valdivia              | Valdivia                                       | Região de Los Lagos   | Sexto Lugar (Zona Sul)                             | Estádio Parque Municipal de Valdivia          | 5.300      | 0 (não possui) | 3             |
| Club Provincial Curicó Unido           | Curicó                                         | Região de Maule       | Segundo Lugar (Zona Norte de Ascenso)              | Estádio La Granja                             | 8.000      | 0 (não possui) | 10            |
| Unión Santa Cruz                       | Santa Cruz                                     | Região de O'Higgins   | Quarto Lugar (Zona Norte de Ascenso)               | Estádio Municipal Joaquín Muñoz García        | 4.500      | 0 (não possui) | 3             |
| Club de Deportes Victoria              | Victoria                                       | Região de Araucanía   | Sétimo Lugar (Zona Sul)                            | Estádio Municipal de Victoria                 | 3.000      | 0 (não possui) | 3             |
| Club Deportivo Quintero Unido          | Quintero                                       | Região de Valparaíso  | Sexto Lugar (Zona Norte)                           | Estádio Municipal Raúl Vargas Verdejo         | 10.000     | 0 (não possui) | 3             |
| Súper Lo Miranda                       | Localidade de Lo Miranda, na comuna de Doñihue | Região de O'Higgins   | Terceiro Lugar (Zona Norte de Ascenso)             | Estádio Súper Pollo                           | 1.500      | 0 (não possui) | 2             |
| Club de Deportes Coquimbo Unido        | Coquimbo                                       | Região de Coquimbo    | Rebaixado do Campeonato Chileno de Futebol de 1984 | Estádio La Pampilla                           | ---        | 2 (1962, 1977) | 19            |
| Club Deportivo Arturo Fernández Vial   | Concepción                                     | Região de Bío-Bío     | Rebaixado do Campeonato Chileno de Futebol de 1984 | Estádio Municipal de Concepción               | 35.000     | 1 (1982)       | 2             |
| Club Deportivo Trasandino de Los Andes | Los Andes                                      | Região de Valparaíso  | Rebaixado do Campeonato Chileno de Futebol de 1984 | Estádio Regional de Los Andes                 | 2.500      | 0 (não possui) | 28            |
| Club de Deportes Antofagasta           | Antofagasta                                    | Região de Antofagasta | Rebaixado do Campeonato Chileno de Futebol de 1984 | Estádio Regional de Antofagasta               | 26.339     | 1 (1968)       | 8             |
| Club de Deportes Santiago Wanderers    | Valparaíso                                     | Região de Valparaíso  | Rebaixado do Campeonato Chileno de Futebol de 1984 | Estádio Elías Figueroa Brander                | 23.000     | 1 (1978)       | 4             |
| Club de Deportes Regional Atacama      | Copiapó                                        | Região de Atacama     | Rebaixado do Campeonato Chileno de Futebol de 1984 | Estádio Luis Valenzuela Hermosilla            | 8.000      | 0 (não possui) | 3             |
| Club de Deportes La Serena             | La Serena                                      | Região de Coquimbo    | Rebaixado do Campeonato Chileno de Futebol de 1984 | Estádio La Portada                            | 18.500     | 1 (1957)       | 11            |

## Campeão
| Campeão Chileno Segunda Divisão 1985                                   |
| ---------------------------------------------------------------------- |
| Club Deportivo Trasandino de Los Andes (Los Andes) (1º título) Campeão |